# هیولند

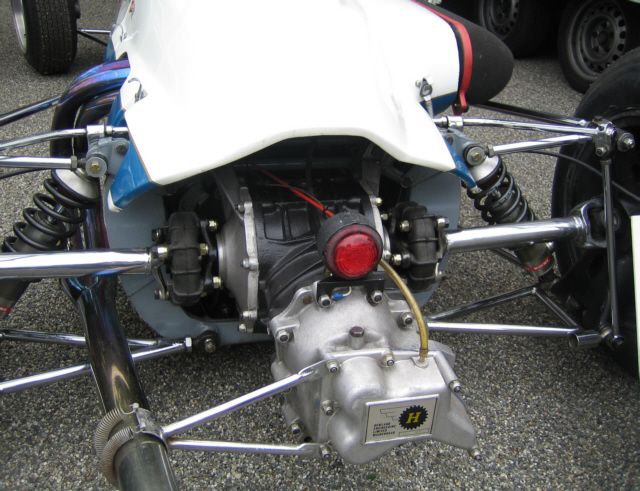
نمایی از یک محصول شرکت «هیولند»

هیولند (انگلیسی: Hewland) شرکت خودروسازی بریتانیایی است، که در سال ۱۹۵۷ تأسیس شد.